# Cephaloleia zikani
Cephaloleia zikani es un insecto coleóptero de la familia Chrysomelidae.
Fue descrita científicamente en 1935 por Uhmann.